# Sérénade (Jolivet)
Pour les articles homonymes, voir Sérénade.
La Sérénade est une pièce pour quintette à vent d'André Jolivet composée en 1945 d'abord pour hautbois et piano puis orchestrée par le compositeur; le hautbois joue le rôle de « primus inter pares » soliste, face à la flûte, la clarinette, le cor et le basson. La pièce se révèle brillante et virtuose.

## Histoire
Influencé par Ferruccio Busoni, Arnold Schönberg, Igor Stravinsky et Edgar Varèse, André Jolivet trouve un nouveau langage et une nouvelle esthétique sonores qui lui laissent une impression durable. Ses études
l’amènent « au point de vue technique, à se libérer du système tonal, et, au point de vue esthétique, à essayer de rendre à la musique son caractère original antique, lorsqu’elle était l’expression magique et incantatoire des groupements humains. » Il existe dans le répertoire de Jolivet des traces d’une influence de musique instrumentale indienne, de chants arabes, de musique rituelle de cultures primitives (notamment de Polynésie) et également du jazz.
Avant de se consacrer exclusivement à la composition grâce à une bourse obtenue en 1942, Jolivet a été professeur et journaliste musical. Avec Olivier Messiaen,
il se trouve à la tête du trio du groupe d’avant-garde Jeune France. De 1945 à 1959, il est directeur musical de la Comédie-Française à Paris puis, à partir de 1966, professeur de composition au Conservatoire national.
La Sérénade est d'abord un morceau de concours du Conservatoire national supérieur de musique de Paris pour hautbois et piano composé en 1945. La partie de piano est ensuite instrumentée par André Jolivet pour flûte, clarinette, cor et basson. L’œuvre, dans la  forme quintette à vent, est créée le 7 novembre 1945 par le Quintette de l’Orchestre national à la R.D.F..

## Structure
La pièce se compose de quatre mouvements :
1. Cantilène. Moderato
2. Caprice. Scherzando
3. Intermède. Moderato
4. Marche burlesque. Allegro

## Analyse
« Le premier mouvement, Cantilène, est dominé par l’ample ligne mélodique du
hautbois alors que les autres instruments composent en majeure partie un accompagnement en accords. 
Le Caprice qui suit commence par une attaque inattendue et
agressive fortissimo du quatuor et un Scherzo virtuose à 5/8. La partie centrale développe sur un ostinato du quatuor une mélodie mélismatique au hautbois. Après une reprise de la section en 5/8, le mouvement accélère et se termine brillamment. 
Dans l’Intermède, le déroulement mélodique se développe en miroir, de lent à rapide puis lent de nouveau, dans une harmonie et un traitement mélodique étranges et modaux.
La Marche burlesque conclusive réclame une extrême compétence technique tant du
hautboïste que de l’ensemble. Toute l’étendue du registre, du plus grave au suraigu
du hautbois est requise, ainsi que des contrastes dynamiques, du pianissimo le plus
faible jusqu’à des fortissimo alors que vers la fin du mouvement, la structure rythmique devient de plus en plus complexe. »

## Discographie sélective
- Sérénade pour quintette à vent avec hautbois principal, avec le Quintette à vent français, (LP, Erato, 1959)[3]
- Danses et Divertissements - Poulenc, Paul Taffanel, André Jolivet, Henri Tomasi avec Berlin Philharmonic Wind Quintet, Stephen Hough, (BIS Records, 2009)[1].